# 11600 Cipolla
11600 Cipolla (1995 SQ2) là một tiểu hành tinh vành đai chính.